# Campylotes
Campylotes is een geslacht van vlinders van de familie bloeddrupjes (Zygaenidae), uit de onderfamilie Chalcosiinae.

## Soorten
- C. atkinsoni Moore, 1879
- C. burmana Hampson, 1919
- C. desgodinsi (Oberthür, 1884)
- C. histrionicus Westwood, 1839
- C. kotzschi Röber, 1926
- C. maculosa Wileman, 1910
- C. minima Oberthür, 1894
- C. philomena Oberthür, 1923
- C. pratti Leech, 1890
- C. romanovi Leech, 1898
- C. sikkimensis Elwes, 1890
- C. wernickei Röber, 1925